# Шишаки (Лубенський район)
Шишаки́ —  село в Україні, у Хорольській міській громаді Лубенського району Полтавської області. Населення становить 946 осіб. До 2020 орган місцевого самоврядування — Хорольська міська рада.

## Географія
Село Шишаки знаходиться за 6 км від міста Хорол, за 1 км від сіл Вергуни та Рибченки, примикає до села Клепачі. По селу протікає пересихаючий струмок з загатами.В селі є 6 ставків утворені на руслах пересихаючих річок. Найбільшим є Ліснячка середня глибина 6 метрів, Лободівка,Новий,Вовковий,Пуньків,Бойків.

## Історія
12 червня 2020 року, відповідно до розпорядження Кабінету Міністрів України № 721-р «Про визначення адміністративних центрів та затвердження територій територіальних громад Полтавської області», село увійшло до складу Хорольської міської громади..
19 липня 2020 року, в результаті адміністративно - територіальної реформи та ліквідації Хорольського району, село увійшло до складу новоутвореного Лубенського району.

## Економіка
- Молочно-товарна ферма.
- «Дружба», сільськогосподарський ПК.

## Об'єкти соціальної сфери
- В селі діє загальноосвітня школа 1-3 ступенів.
- Будинок культури

## Відомі люди
- Клепач Микита Іванович — народний художник, майстер різьблення по дереву.